# Entada

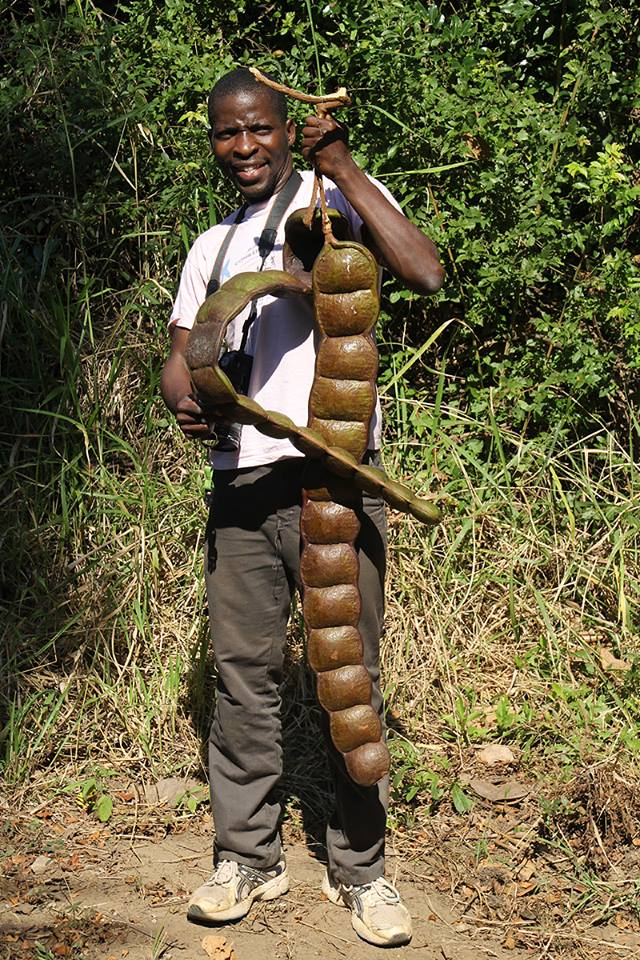
Afričan s plody Entada rheedii

Entada (Entada) je rod tropických rostlin z čeledi bobovité. Jsou to zpravidla mohutné dřevnaté liány s dlouhými a nápadnými plody rozpadávajícími se na jednosemenné díly. Listy jsou dvakrát zpeřené, s posledním párem lístků zpravidla přeměněným v úponek. Květenství jsou hustá a klasovitá. Rod zahrnuje asi 30 druhů a je rozšířen v tropických oblastech různých kontinentů.

## Popis
Entady jsou mohutné liány nebo šplhavé keře s trny nebo častěji bez trnů. Rostliny jsou lysé nebo s jednoduchými nežláznatými chlupy. Listy jsou dvakrát zpeřené, složené z množství drobných nebo z menšího počtu větších vstřícných lístků. Poslední pár lístků bývá u většiny druhů přeměněn v úponek. Na řapících nejsou extraflorální nektária. Palisty jsou drobné, štětinovité. Květenství jsou vrcholová, obvykle jednostranné laty skládající se z klasovitých hroznů. Květy jsou drobné, nejčastěji nažloutlé, zelené, červené nebo purpurové. Kalich je zvonkovitý, zakončený 5 krátkými zuby. Koruna je delší než kalich, korunní lístky jsou drobné, volné nebo jen na bázi krátce srostlé. Tyčinek je 10, jsou volné nebo na bázi srostlé, asi 2x delší než okvětí. Semeník je téměř přisedlý, s mnoha vajíčky a nitkovitou čnělkou. Plody jsou velké, podlouhlé, dlouze stopkaté až téměř přisedlé, obvykle zploštělé, rozpadávající se na charakteristické jednosemenné segmenty, které za zralosti vypadávají z vytrvalého rámečku podobně jako je tomu např. u citlivky (Mimosa). Semena jsou velká, okrouhlá, s hnědým tlustým osemením.

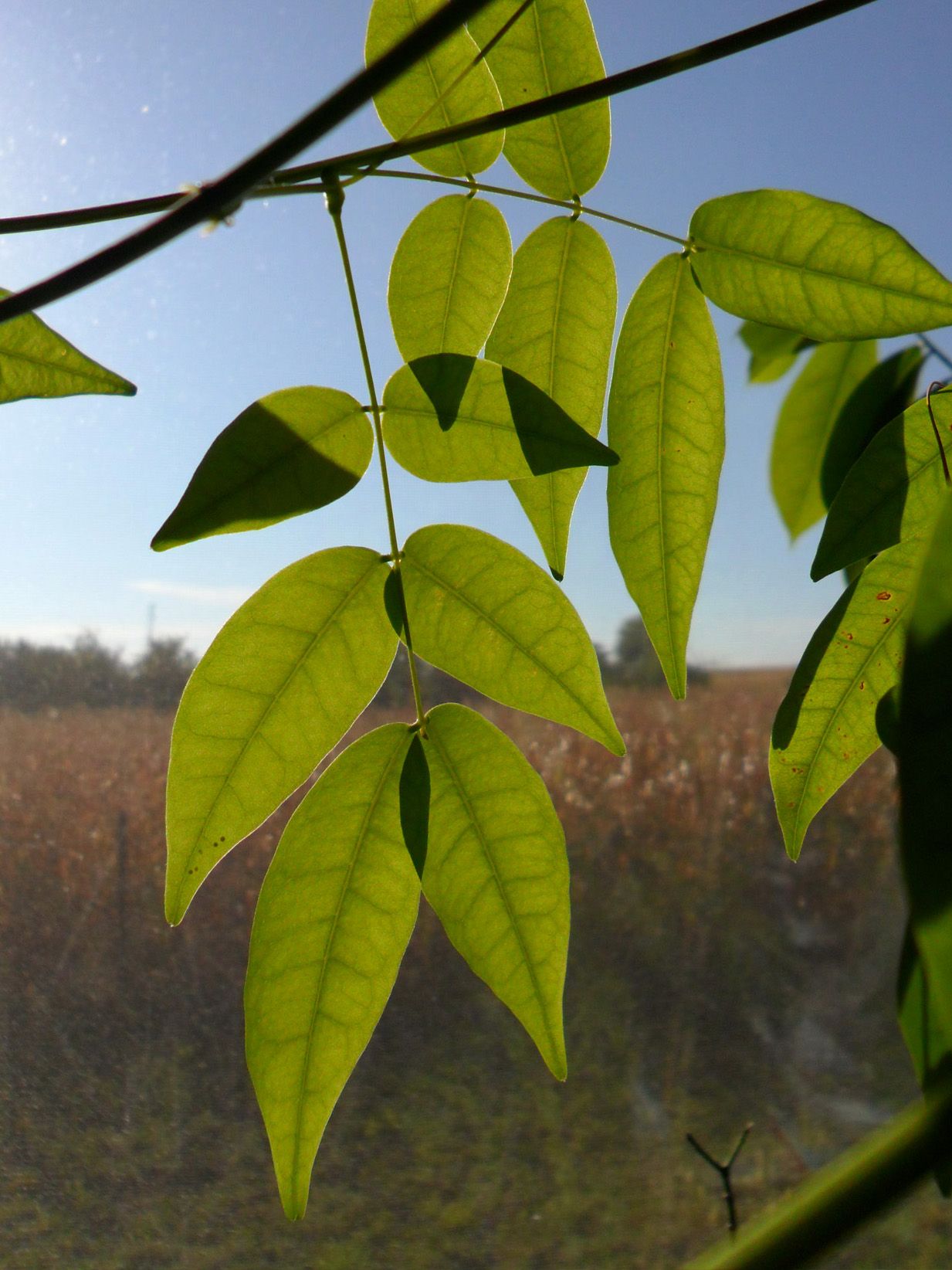
List Entada rheedii
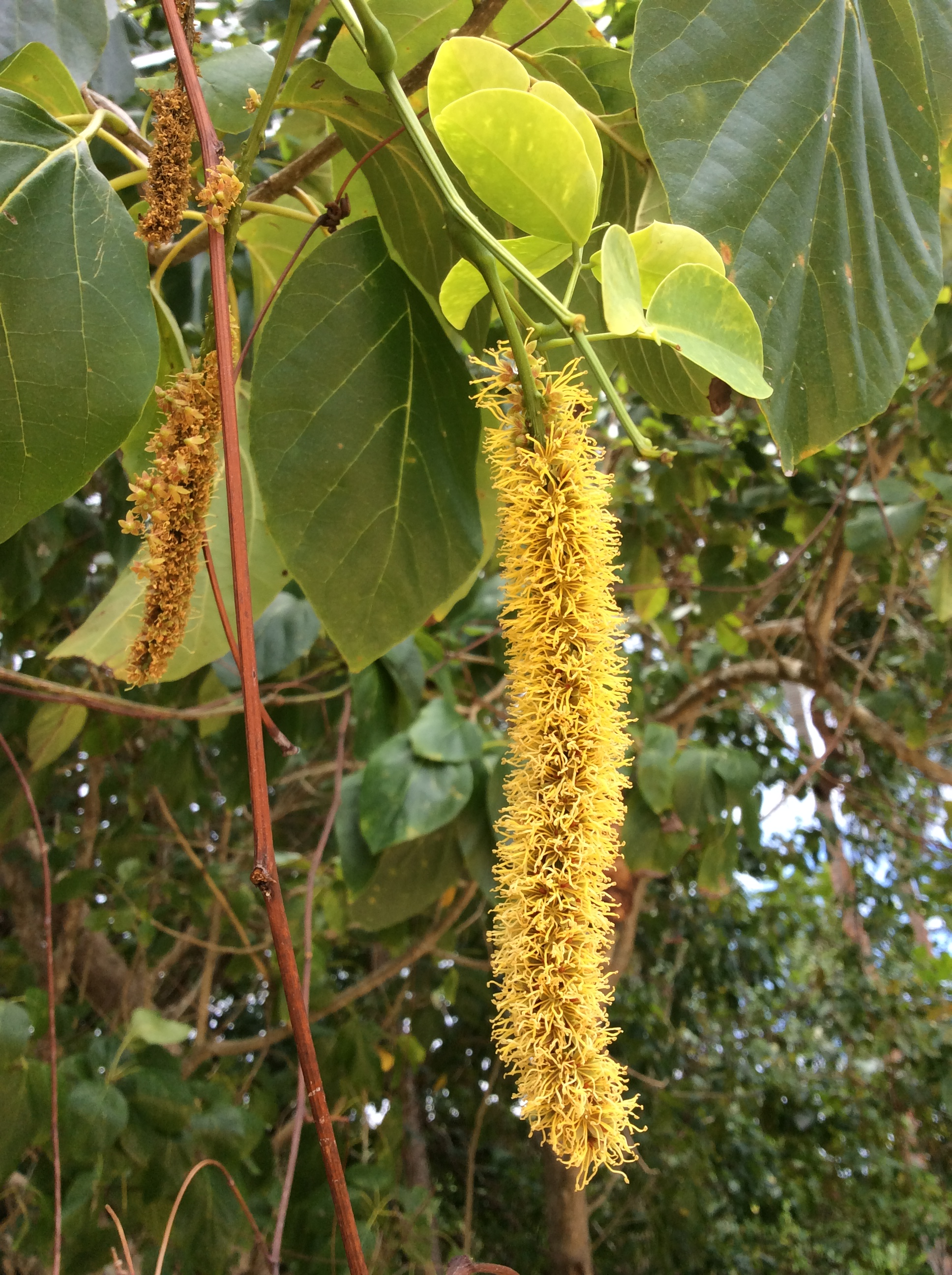
Květenství Entada phaseoloides
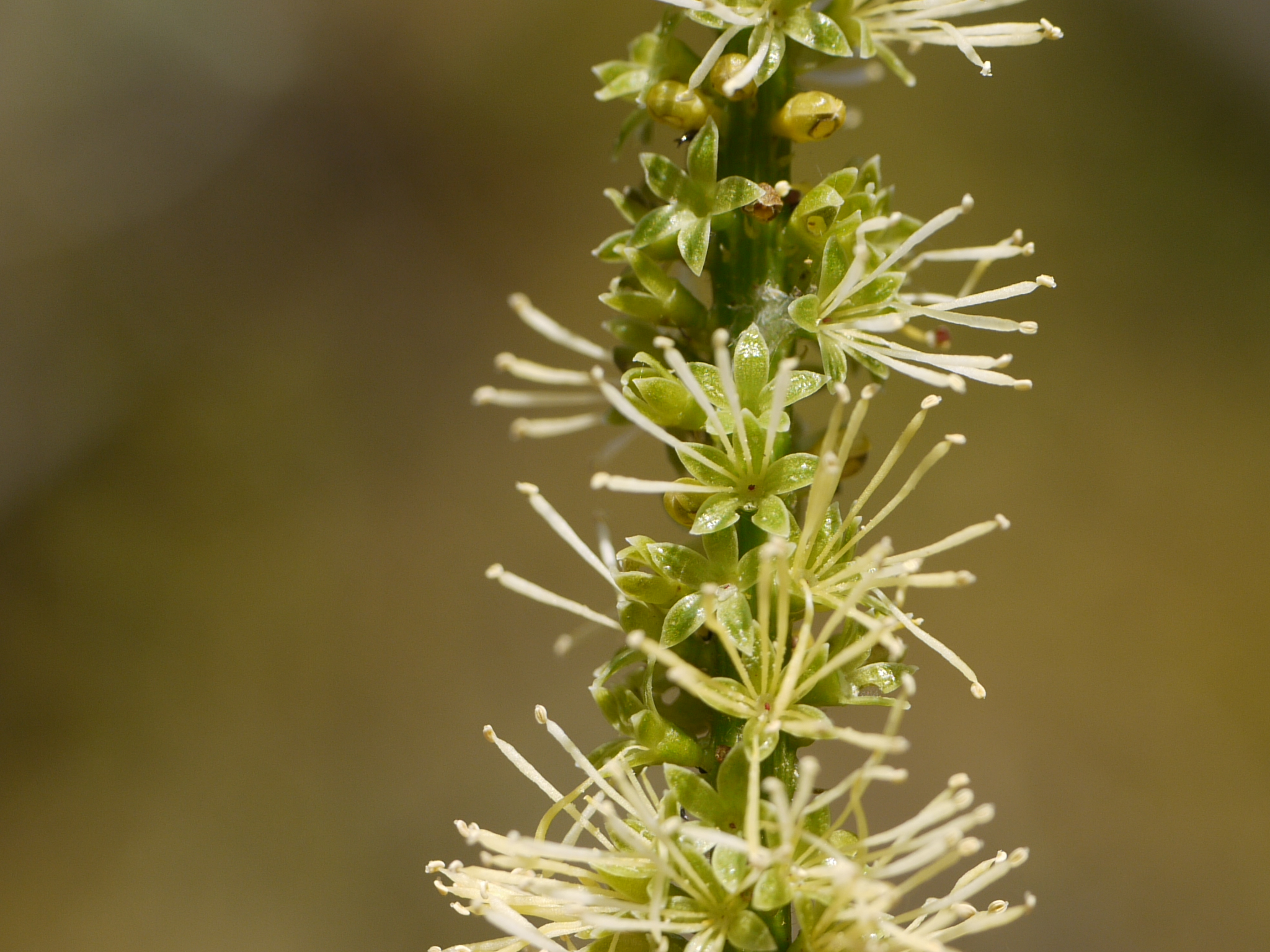
Detail květů Entada rheedii
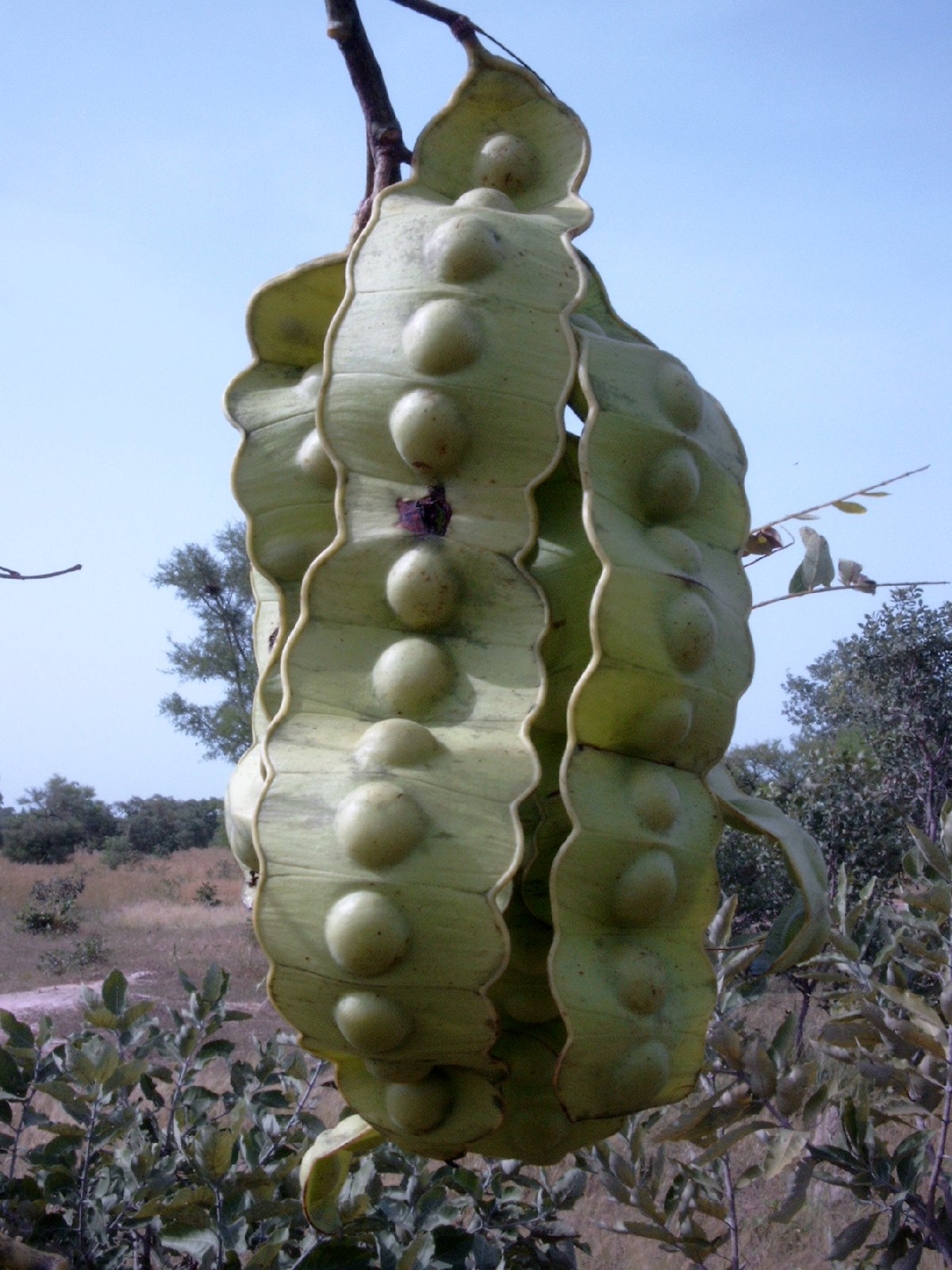
Zajímavé plody Entada africana

## Rozšíření
Rod Entada zahrnuje asi 30 druhů. Nejvíce druhů (asi 18) roste ve střední a východní Africe a na Madagaskaru. V Asii (a Austrálii) roste asi 10 druhů a v tropické Americe 4 druhy. Entady rostou nejčastěji v nížinných tropických lesích a na savanách v blízkosti řek. Druh Entada gigas je rozšířen v tropické Africe i Americe.

## Taxonomie
Rod Entada je v taxonomii čeledi bobovité řazen do podčeledi Caesalpinioideae a do tribu Mimoseae. Dříve byl součástí podčeledi Mimosoideae (resp. samostatné čeledi Mimosaceae), která byla v roce 2017 vřazena do podčeledi Caesalpinioideae. Podle výsledků molekulárních studií představuje tento rod jednu z bazálních vývojových větví bývalé podčeledi Mimosoideae.

## Obsahové látky
Druh Entada phaseoloides obsahuje v kůře, semenech a v menší míře i ve dřevě saponiny, zatímco v listech nebyl jejich obsah zjištěn. Vysoký obsah saponinů mají i jiné druhy tohoto rodu.

## Zajímavosti
Entada phaseoloides (syn. E. scandens), druh pocházející z tropických pralesů Asie a Tichomoří, má nejdelší lusky ze všech bobovitých. Ty mohou dosáhnout délky až 2 metry a šířky až 12,5 cm.

## Význam
Kůra a semena široce rozšířeného druhu Entada rheedii obsahuje pěnivé saponiny a je používána jako náhrada mýdla. Entada phaseoloides z Asie a Austrálie je jedovatá a má využití v medicíně. Semena tohoto druhu jsou po úpravě jedlá a slouží v jihovýchodní Asii jako potravina, v Jižní Africe se praží jako náhražka kávy. Obsahují asi 18% technicky využitelného oleje, používaného např. ke svícení. Na Filipínách se z kůry i semen tradičně připravuje šampon na mytí vlasů.